# بيل شوارتز
بيل شوارتز (بالإنجليزية: Bill Schwartz)‏ هو لاعب كرة قاعدة أمريكي، ولد في 3 أبريل 1864 في جيمستاون في الولايات المتحدة، وتوفي في 22 ديسمبر 1940 في نيوبورت في الولايات المتحدة.

## وصلات خارجية
- بيل شوارتز على موقعبيزبول رفرنس.كوم (الدوري الرئيسي) (الإنجليزية)
- بيل شوارتز على موقعبيزبول رفرنس.كوم (الدوري الثانوي) (الإنجليزية)